# Parmatergus lens
Parmatergus lens là một loài nhện trong họ Araneidae.
Loài này thuộc chi Parmatergus. Parmatergus lens được M. Emerit miêu tả năm 1994.